# Liste der Kunstwerke im öffentlichen Raum in Wien/Margareten
Diese Liste der Kunstwerke im öffentlichen Raum in Margareten enthält die im „Wien Kulturgut“ (digitalen Kulturstadtplan der Stadt Wien) gelisteten Kunstwerke im öffentlichen Raum (Public Art) im Bezirk Margareten.
Gedenktafeln und Gedenksteine sind in der Liste der Gedenktafeln und Gedenksteine in Wien/Margareten angeführt.

## Kunstwerke
| Foto |                 | Name | Typ                                      | Standort                                                                                           | Künstler                                             | Datierung          | Beschreibung | Metadaten                                                                       |
| ---- | --------------- | --- | ---------------------------------------- | -------------------------------------------------------------------------------------------------- | ---------------------------------------------------- | ------------------ | --- | ------------------------------------------------------------------------------- |
| ja   | Datei hochladen | Plastik „Ohne Titel“ ID: 41938                                                                          | Profanplastiken/Kunst am Bau freistehend | Amtshausgasse 3–5 / Bräuhausgasse Standort                                                         | Franz Xaver Ölzant                                   | ca. 1982           | Skulptur aus Granit mit Sandsteinsockel | Standort: Wohnhausanlage                                                        |
| ja   | Datei hochladen | Dr.-Bruno-Kreisky-Denkmal ID: 71005                                                                     | Denkmäler                                | Dr.-Bruno-Kreisky-Park, Margaretengürtel Standort                                                  | Christine Pillhofer                                  | 2006               | Büste Bruno Kreiskys auf rundem Sockel | Standort: Grünanlage, nahe dem U-Bahnausgang.                                   |
| ja   | Datei hochladen | Hl. Florian ID: 71017 HERIS-ID: 11874 Objekt-ID: 7994                                                   | Sakrale Kleindenkmäler                   | Dr.-Bruno-Kreisky-Park Standort                                                                    |                                                      | 1756               | Statue des Hl. Florian | Standort: Grünfläche bei der ehem. Linienkapelle (Johannes-von-Nepomuk-Kapelle) |
| ja   | Datei hochladen | work in progress ID: 87309                                                                              | Kunst am Bau wandgebunden                | Ernst-Arnold-Park Standort                                                                         | Hannah Stippl                                        | 2013               | Wandgestaltung der Stützmauern als dialogische Auseinandersetzung mit der Graffiti-Szene | Standort: Stützmauern                                                           |
| ja   | Datei hochladen | Johannes von Nepomuk-Kapelle Vulgo: Hundsturmer Linienkapelle ID: 43573 HERIS-ID: 10450 Objekt-ID: 6509 | Sakrale Kleindenkmäler                   | gegenüber St.-Johann-Gasse 14, Ecke Schönbrunner Straße. Standort                                  |                                                      | 1759               | Ein Rechteckbau mit Laterne, der zusammen mit anderen Nepomukkapellen am Linienwall errichtet wurde. Drei der vier Statuen, die sie umgeben wurden 1896 nach Penzing transferiert und erst Anfang des 21. Jahrhunderts wieder am ursprünglichen Standort aufgestellt.                  | Standort: Am Rand des Bruno-Kreisky-Parks.                                      |
| ja   | Datei hochladen | Pietá ID: 43574 HERIS-ID: 10618 Objekt-ID: 6679                                                         | Sakrale Kleindenkmäler                   | gegenüber Wiedner Hauptstraße 99, vor der Pfarrkirche St. Florian Standort                         |                                                      | 1657               | Pfeiler mit Pietà-Darstellung |                                                                                 |
| ja   | Datei hochladen | Maria Immaculata ID: 43572                                                                              | Sakrale Kleindenkmäler                   | Hartmanngasse 7–11 Standort                                                                        |                                                      | 1. Hälfte 19. Jh.  | Terrakottafarbene Immaculata-Figur | Standort: Im Hof des Hartmann-Spitals                                           |
| ja   | Datei hochladen | Steinzeugfries „Spielende Kinder“ ID: 42485                                                             | Kunst am Bau wandgebunden                | Laurenzgasse 14–18 Standort                                                                        | Hilde Uray                                           | 1951               | Steinzeugfries | Standort: Wohnhausanlage                                                        |
| ja   | Datei hochladen | Bronzeplastik „Freunde“ ID: 41280                                                                       | Profanplastiken/Kunst am Bau freistehend | Margaretengürtel 64 Standort                                                                       | Siegfried Charoux                                    | 1957               | Bronzeplastik auf Steinsockel | Standort: Wohnhausanlage, Theodor Körner-Hof                                    |
| ja   | Datei hochladen | Plastik „Bärenbrunnen“ ID: 78163                                                                        | Profanplastiken/Kunst am Bau freistehend | Margaretengürtel 82 Standort                                                                       | Hanna Gaertner                                       | 1928               | Polygonaler Brunnen mit Tierkreiszeichen-Reliefs an der Brunnenwand und einer Brunnenskulptur (Bärin mit Jungem) |                                                                                 |
| ja   | Datei hochladen | Jakob-Reumann-Denkmal ID: 71012                                                                         | Denkmäler                                | Margaretengürtel 100–108 Standort                                                                  | Franz Seifert                                        | 1926               | Büste Jakob Reumanns auf Steinsockel | Standort: Reumannhof                                                            |
| ja   | Datei hochladen | Puttigruppe (links) ID: 79129                                                                           | Profanplastiken/Kunst am Bau freistehend | Margaretengürtel 100–110 Standort                                                                  | Max Krejca                                           |                    | Drei im Reigen sich drehende Knabenfiguren aus Stein | Standort: Reumannhof links auf Mauerpfeiler                                     |
| ja   | Datei hochladen | Puttigruppe (rechts) ID: 78169                                                                          | Profanplastiken/Kunst am Bau freistehend | Margaretengürtel 100–110 Standort                                                                  | Max Krejca                                           |                    | Drei im Reigen sich drehende Knabenfiguren aus Stein | Standort: Reumannhof rechts auf Mauerpfeiler                                    |
| ja   | Datei hochladen | Margareten-Brunnen ID: 43581 HERIS-ID: 10416 Objekt-ID: 6470                                            | Brunnen                                  | Margaretenplatz, vor Margaretenplatz 4 und 7 bzw. Margaretenstraße 77. Standort                    | Johann Nepomuk Schaller, Alois Hauser, Wilhelm Sturm | 1836               | Die Bleifigur der Hl. Margarete, die einen Kreuzstab auf einen Lindwurm setzt, stammt von Schaller, 1886 wurden Sockel und Wasserspeierfiguren umgestaltet. | Standort: An der Mündung der Pilgramgasse in den Margaretenplatz                |
| ja   | Datei hochladen | Hic et Nunc ID: 78178                                                                                   | Profanplastiken/Kunst am Bau freistehend | Margaretenstraße/Grohgasse/Zentagasse Standort                                                     | Walter Michael Pühringer                             | 2004               | Plastik aus Aluminium und Edelstahl |                                                                                 |
| ja   | Datei hochladen | Hl. Johannes von Nepomuk ID: 43582 HERIS-ID: 11435 Objekt-ID: 7535                                      | Sakrale Kleindenkmäler                   | Rechte Wienzeile 85 / Pilgramgasse Standort                                                        |                                                      | 1. Viertel 18. Jh. | Der Heilige Johannes Nepomuk steht auf Wolken und hält ein Kruzifix im Arm | Standort: In der Grünanlage neben dem Wienfluss                                 |
| ja   | Datei hochladen | Dr.-Theodor-Körner-Gedenkstein ID: 42619                                                                | Denkmäler                                | Reinprechtsdorfer Straße 1-1C, Margaretengürtel Standort                                           | Ferdinand Welz                                       | 1960               | Steinkubus mit Bronzerelief von Theodor Körner | Standort: Theodor-Körner-Hof                                                    |
| ja   | Datei hochladen | Dr.-Sigurd-Jacobsen-Denkmal ID: 71015                                                                   | Denkmäler                                | Reinprechtsdorfer Straße 1C, Margaretengürtel. Theodor-Körner-Hof. Standort                        | Paul Peschke                                         | 1961               | Portraitkopf von Sigurd Jacobsen auf Steinsockel | Standort: Im Innenhof, vor dem Kindergarten.                                    |
| ja   | Datei hochladen | Siebenbrunnen ID: 43575 HERIS-ID: 11436 Objekt-ID: 7536                                                 | Brunnen                                  | Siebenbrunnenplatz, vor Siebenbrunnenplatz 5 Standort                                              | Richard Kauffungen                                   | 1904               | Über einem Brunnenbecken befinden sich sieben Wasserauslässe mit den Wappen der Vorstädte, aus denen der V. Bezirk entstanden ist, darüber befindet sich ein Bronzerelief Karl Luegers. Bekrönt wird der Brunnen von der allegorischen Figur der Vindobona, die ein Wappenschild hält. |                                                                                 |
| ja   | Datei hochladen | Hl. Sebastian ID: 43576                                                                                 | Sakrale Kleindenkmäler                   | vor Schönbrunner Straße 71, bei Pfarrkirche St. Joseph Standort                                    |                                                      | 2. Viertel 18. Jh. | Statue des hl. Sebastian | Standort: 1. Statue links vom Eingang                                           |
| ja   | Datei hochladen | Hl. Stephan ID: 43577                                                                                   | Sakrale Kleindenkmäler                   | vor Schönbrunner Straße 71, bei Pfarrkirche St. Joseph Standort                                    |                                                      | 2. Viertel 18. Jh. | Der hl. Stephanus als Diakon dargestellt, mit Buch und Steinen | Standort: 2. Statue links vom Eingang                                           |
| ja   | Datei hochladen | Hl. Johannes von Nepomuk ID: 43578                                                                      | Sakrale Kleindenkmäler                   | vor Schönbrunner Straße 71, bei Pfarrkirche St. Joseph Standort                                    |                                                      | 2. Viertel 18. Jh. | Statue des Johannes Nepomuk mit einem Putto, der ihm das Kreuz entgegenhält. | Standort: 2. Statue rechts vom Eingang                                          |
| ja   | Datei hochladen | Hl. Rochus ID: 43579                                                                                    | Sakrale Kleindenkmäler                   | vor Schönbrunner Straße 71, bei Pfarrkirche St. Joseph Standort                                    |                                                      |                    | Statue des hl. Rochus im Pilgergewand mit einem Putto, der auf eine Pestbeule zeigt | Standort: 1. Statue rechts vom Eingang                                          |
| ja   | Datei hochladen | Hl. Margaretha ID: 43580                                                                                | Sakrale Kleindenkmäler                   | vor Schönbrunner Straße 71, bei Pfarrkirche St. Joseph, Seitenfassade zur Sonnenhofgasse. Standort |                                                      | Anfang 18. Jh.     | Statue der hl. Margaretha, die ein Kreuz hält und einen Drachen am Gürtel gefesselt hat. |                                                                                 |